# ملعب أتاتورك الأولمبي
ملعب أتاتورك الأولمبي أو استاد أتاتورك الأولمبي (بالتركية: Atatürk Olimpiyat Stadyumu)‏، هو ملعب أولمبي تم انشائه في مديرية إكيتلِّي (بالتركية: İkitelli)‏ جنوب باشاك شهير، غرب مدينة إسطنبول بالجزء الأوروبي من المدينة عام 1999، وتم افتتاحه عام 2002 م ويُعد أكبر ملعب في تركيا.

## الإنشاء
بدأ تشييده في عام 1999 وانتهى في عام 2002. تم بنائه من أجل استضافة دورة الألعاب الأولمبية عام 2008 ولكنها لم تنل شرف استضافتها، ومُنحت في النهاية لبكين . تقدر التكلفة ب140 مليون دولار. تقريباً.
بفضل سعته الكبيرة، والتي تبلغ 76,092 ولحجمه الأوليمبي، تم منحه لقب «المجمع الرياضي المصنف 5 نجوم» من قبل الاتحاد الأوروبي لكرة القدم عام 2004 ، مما مكنه من استضافة عدة نهائيات لبطولات الاتحاد الاوربي . فقد استضاف هذا الملعب في 25 مايو 2005 نهائي دوري أبطال أوروبا 2004-2005 بين اي سي ميلان وليفربول والذي انتهي في الوقت الأصلي 3-3 بعد مباراة مثيرة. وفاز ليفربول بركلات الترجيح 3-2.
تم اعتماد الملعب أيضًا من قبل الاتحاد الدولي لألعاب القوى واللجنة الأولمبية الدولية كمركز من الدرجة الأولى لألعاب القوى، وقد استضاف العديد من المسابقات الرياضية الأوروبية.

## نهائي دوري أبطال أوروبا 2020
كان من المُقرر أن يُقام نهائي دوري أبطال أوروبا 2020 في الملعب بتاريخ 30 مايو 2020، لكن بسبب انتشار جائحة فيروس كورونا في أوروبا تم تأجيل المُبارة النهائية، ثُم انتقلت المُبارة النهائية بعد ذلك إلى ملعب دا لوز في لشبونة، ونظم الملعب نهائي دوري الأبطال موسم 2023 بدلاً من موسم 2020.

## تاريخ الملعب
استخدمه نادي إسطنبول باشاك شهير كملعب له لحين انتقاله إلى ملعب باشاك شهر فاتح تريم في عام 2014.
كما لعب غلطة سراي مبارياته في ملعب أتاتورك الأولمبي خلال موسم 2003-2004 ، بسبب تجديد ملعب علي سامي ين. عاد غلطة سراي في نهاية المطاف إلى ملعبه في الموسم الكروي 2004-2005 ، لكنه لعب في الفترة بين عامي 2006 و 2007 مباريات مرحلة المجموعات في دوري أبطال أوروبا في ملعب أتاتورك الأولمبي.
لعب سيفاسبور أيضًا بعض ألعاب الدوري التركي في ملعب أتاتورك الأولمبي بسبب سوء الأحوال الجوية في ملعبه الأصلي .